# Elecciones presidenciales de Kazajistán de 1991
Se celebraron elecciones presidenciales por primera vez en Kazajistán el 1 de diciembre de 1991, tras la independencia del país de la Unión Soviética. Nursultán Nazarbáyev fue el único candidato y triunfó sin oposición con el 98.8% de los votos, sobre una participación del 88.2%.

## Antecedentes
El 24 de abril de 1990, el Consejo Supremo de la República Socialista Soviética de Kazajstán estableció el cargo de Presidente de la República Socialista Soviética de Kazajstán y eligió a su presidente, Nursultan Nazarbáyev, para ser el presidente por un período de 6 años.
Debido a los acontecimientos anteriores al colapso de la Unión Soviética, el 16 de octubre de 1991 el Consejo Supremo de la República Socialista Soviética de Kazajstán fijó el día de las elecciones para el 1 de diciembre. La ley establecía requisitos para obtener 100.000 firmas para ser candidato presidencial, lo que coincidía con los requisitos de la ley pertinente de la República Socialista Soviética de Rusia, aunque la población de la República Socialista Soviética de Kazajstán era varias veces menor.
El 24 de octubre de 1991, Nazarbáyev fue registrado por la Comisión Electoral Central para ser el candidato en ejercicio, con su compañero de fórmula, Yerik Asanbayev, como vicepresidente, en una votación secreta.

## Resultados
| Candidato                          | Partido                            | Votos     | %     |
| ---------------------------------- | ---------------------------------- | --------- | ----- |
| Nursultan Nazarbayev               | Independiente                      | 8.681.276 | 98.78 |
| En contra                          | En contra                          | 107.252   | 1.22  |
| Votos en blanco/anulados           | Votos en blanco/anulados           | 198       | –     |
| Total                              | Total                              | 8.788.726 | 100   |
| Votantes registrados/participación | Votantes registrados/participación | 9.961.242 | 88.2  |
| Fuente: Nohlen et al.              |                                    |           |       |